# Possession (film, 1921)
Pour les articles homonymes, voir Possession.
Pour plus de détails, voir Fiche technique et Distribution.
Possession (The Price of Possession) est un film muet romantique américain réalisé par Hugh Ford, produit par Jesse Lasky, sorti en 1921 et mettant en vedette Ethel Clayton. Le film est présumé perdu.

## Fiche technique
- Titre original : The Price of Possession
- Titre français : Possession
- Réalisateur : Hugh Ford
- Société de production : Famous Player-Lasky
- Dates de sortie : 
  - États-Unis :27 février 1921
  - France : 17 novembre 1922[1]

## Distribution
- Ethel Clayton : Helen Carston
- Rockliffe Fellowes : Jim Barston (un coureur de brousse) / Jim Barston (héritier du Barston Manor)
- Maude Turner Gordon : Lady Dawnay
- Reginald Denny : Robert Dawnay
- Clarence Heritage : Lord Dawnay
- George Backus : Samuel Poore
- Isabel West : Mrs. Poore
- Pearl Shepard : Eva Poore
- Dorothy Hall : la fille du ministre